# Hứa Dũng
Hứa Dũng (tiếng Trung: 许勇; bính âm: Xǔ Yǒng; sinh tháng 4 năm 1959) là một trung tướng Quân Giải phóng Nhân dân Trung Quốc (PLA). Ông là Tư lệnh Quân khu Tây Tạng từ năm 2013.

## Tiểu sử
Hứa Dũng sinh năm 1959 tại Bảo Kê, tỉnh Thiểm Tây. Ông có bằng thạc sĩ tại Đại học Quốc phòng Trung Quốc.
Ông bắt đầu sự nghiệp với tư cách là một trinh sát quân sự, chiến đấu trong Chiến tranh biên giới Việt–Trung năm 1979. Ông thăng qua các cấp bậc để trở thành tiểu đoàn trưởng, sư đoàn trưởng, tham mưu trưởng cấp quân đoàn và sau đó là Tư lệnh Tập đoàn quân 13 vào năm 2008. Ông được thăng quân hàm Thiếu tướng năm 2007.
Sau trận động đất ở Tứ Xuyên xảy ra vào tháng 5 năm 2008, Hứa Dũng là vị tướng đầu tiên đến tâm chấn Ánh Tú cùng với binh lính của mình để tham gia nhiệm vụ cứu hộ. Vào thời điểm đó, đứa con trai 19 tuổi của ông vừa qua đời vì bệnh ung thư một tháng trước đó.
Hứa Dũng được bổ nhiệm làm Tư lệnh Quân khu Tây Tạng vào tháng 7 năm 2013, thay cho Dương Kim Sơn. Vào ngày 15 tháng 7 năm 2014, ông được thăng cấp trung tướng cùng với Điêu Quốc Tân, chính ủy Quân khu Tây Tạng. Ông là thành viên Quân Giải phóng Nhân dân của Đại hội Đại biểu nhân dân toàn quốc lần thứ XII.